# Bulgarian International 2020
Die Bulgarian International 2020 im Badminton fanden vom 2. bis zum 4. Oktober 2020 in Sofia statt.

## Sieger und Platzierte
| Disziplin    | Gold                               | Silber                             | Bronze                      |
| ------------ | ---------------------------------- | ---------------------------------- | --------------------------- |
| Herreneinzel | Luka Ban                           | Iliyan Stoynov                     | Miha Ivanič                 |
| Herreneinzel | Luka Ban                           | Iliyan Stoynov                     | Borko Petrović              |
| Dameneinzel  | Linda Zechiri                      | Marija Sudimac                     | Kaloyana Nalbantova         |
| Dameneinzel  | Linda Zechiri                      | Marija Sudimac                     | Hristomira Popovska         |
| Herrendoppel | Daniel Nikolov Ivan Rusev          | Miha Ivanič Gasper Krivec          | Luka Ban Filip Špoljarec    |
| Herrendoppel | Daniel Nikolov Ivan Rusev          | Miha Ivanič Gasper Krivec          | Jose Molares Jaume Perez    |
| Damendoppel  | Gabriela Stoeva Stefani Stoeva     | Maria Delcheva Hristomira Popovska | Nike Brajkovič Urška Polc   |
| Damendoppel  | Gabriela Stoeva Stefani Stoeva     | Maria Delcheva Hristomira Popovska | Sara Lončar Anđela Vitman   |
| Mixed        | Iliyan Stoynov Hristomira Popovska | Miha Ivančič Petra Polanc          | Andrija Doder Sara Lončar   |
| Mixed        | Iliyan Stoynov Hristomira Popovska | Miha Ivančič Petra Polanc          | Mihajlo Tomić Anđela Vitman |